# Avro Lancaster
Lancaster er et 4-motors britisk bombefly, bygget af A. V. Roe. Det 2-motors bombefly Manchester havde problemer med Rolls-Royce Vulture X24-motorerne. Problemet løstes ved at udskifte de to kraftige Vulture-motorer med fire pålidelige Rolls-Royce Merlin V12-motorer og flyet blev omdøbt til 'Lancaster'.
Lancaster er nok det mest kendte af de store britiske bombefly fra 2. verdenskrig, hvor RAF primært anvendte det på natlige togter over Tyskland og de besatte områder.
Sammen med Handley Page Halifax og Short Stirling udgjorde Lancaster grundstammen i RAF's Bomber Command under 2. verdenskrig.
Statistisk set, blev en Lancaster skudt ned på sit syvende togt, mens en Halifax blev skudt ned på sit fjerde. De ældre Stirling blev skudt ned på deres tredje togt, men det var før Luftwaffe fik intensiveret sine Nachtjagdgeschwader.
Lancaster blev forlænget som Avro Lincoln til brug for Tiger Force ved den planlagte invasion af Japan i 1945-46 (Operation Olympic).

## Ekstern henvisning
- 20./21.02.1945 – The last Flight of Lancaster RAF PD421 IQ-F (Webside ikke længere tilgængelig)

- Wikimedia Commons har flere filer relateret til Avro Lancaster

| Luftfart | Spire Denne artikel om flyvning er en spire som bør udbygges. Du er velkommen til at hjælpe Wikipedia ved at udvide den. |